# 百步亭花园路站
百步亭花园路站位于中华人民共和国湖北省武汉市江岸区，是武汉地铁阳逻线的地铁车站。

## 车站结构
车站位于后湖大道与百步亭花园路交叉路口，沿后湖大道东西方向布设，为地下二层岛式车站，共设4个出入口，2组风亭，与远期14号线换乘。

### 楼层分布
| 地面     | 地面               | 出入口                               |  |  |
| 地下一层 | 站厅               | 售票机、客服中心、武漢通充值、洗手間 |  |  |
| 地下二层 |                    | █ 阳逻线 往后湖大道（后湖大道）      |  |  |
|          | 岛式站台，左侧开门 |                                      |  |  |
|          |                    | █ 阳逻线 往金台（新荣）              |  |  |

### 車站出口
|                                                 |      |                                                                                     |
| 出口編號                                        | 設施 | 建議前往的目的地                                                                    |
| A                                               |      | 百步亭花園路 後湖大道、後湖南路、萬家匯、中國工商銀行、百步華庭、萬錦公館、萬錦江城 |
| B                                               |      | 後湖大道 百步亭花園路、中國郵政、百步龍庭、百步雅庭、百合苑                         |
| C                                               |      | 後湖大道 百步亭花園路、武漢市漢鐵高級中學、中國銀行、百步亭·世博園、文卉苑          |
| D                                               |      | 後湖大道 百步亭花園路、溫馨路、幸福時代                                             |
| 注： 設有升降機 \| 設有輪椅升降台 \| 設有洗手間 |      |                                                                                     |

## 鄰近地點
武汉市汉铁高级中学、百步亭花园等。

### 内部链接
- 武汉地铁车站列表